# Pequeños vagos
Pequeños vagos es una película dramática colombiana de 2012 dirigida por Carlos Zapata, producida por Julián Urbina y protagonizada por María Cecilia Sánchez, Omar Vega, Iván Alzate, Julián Díaz, Javier Gardeazábal y Edgardo Román.

## Sinopsis
Tres amigos, Martín, Luis y Vittorio, viven encerrados en un apartamento sin ver la luz del sol. Para poder sobrevivir ponen en arriendo una de las habitaciones, que es tomada por una mujer. Al poco tiempo la mujer los conquista a todos, enamorándolos y convirtiendo en un caos la supuesta tranquilidad que imperaba en sus paranoicas vidas.

## Reparto
- María Cecilia Sánchez
- Omar Vega
- Iván Alzate
- Julián Díaz
- Javier Gardeazábal
- Edgardo Román